# Kaltiojärvi, Lappland
Kaltiojärvi är en sjö i Kiruna kommun i Lappland och ingår i Torneälvens huvudavrinningsområde. Sjön är 3,7 meter djup, har en yta på 0,02 kvadratkilometer och är belägen 350 meter över havet.